# Bajdar
Bajdar, (również Pajdar) (XIII w.) – wódz mongolski z rodu Czagataidów.
Był szóstym synem Czagataja. Wraz ze swoim młodszym kuzynem Büri wziął udział w latach 1236–1240 w wyprawie na Ruś. W 1241 roku wraz z Ordą dowodził wojskami mongolskimi w trakcie najazdu na Polskę, m.in. podczas bitwy pod Legnicą. Jego synem był Ałgu, chan Czagataidów w latach 1261–1266.

## W literaturze
Bajdar jest jednym z bohaterów powieści Deotymy (Jadwigi Łuszczewskiej) pt. Branki w jasyrze.